# Gary Gilmore
Gary Mark Gilmore (* 4. Dezember 1940 in Waco, McCamey oder Stonewall, Texas; † 17. Januar 1977 in Draper, Utah) war ein US-amerikanischer Raubmörder. Er war der erste Hingerichtete in den USA nach einem zehnjährigen De-facto-Moratorium für die Vollstreckung der Todesstrafe.

## Biografie
Gary Gilmores Kindheit war geprägt von Missbrauch und Gewalt, seine Jugend verbrachte er in Erziehungsanstalten. Von seinen letzten 21 Lebensjahren hatte er sich 18 Jahre in Haft befunden.
Gilmore hatte nur eine kurze Beziehung mit Nicole Baker Barrett, deren Ende einen maßgeblichen Einfluss auf seine späteren Taten hatte.
Angeklagt wegen der Ermordung des 24-jährigen Tankwarts Max David Jensen am 19. Juli 1976 in Orem sowie des 25-jährigen City-Center-Motel-Managers Ben Bushnell am 20. Juli 1976 in Provo, unweit der Brigham Young University, verwahrte er sich gegen jeden Versuch einer Verteidigung von außen und wies seine beiden Anwälte an, für ihn die Todesstrafe zu fordern. Sein Verfahren trieb er mit aller Macht voran; er wurde im Juli verhaftet, im Oktober verurteilt und im Januar exekutiert. Dennoch war ihm der Ablauf zu langwierig, sodass er in der Haft zwei Suizidversuche unternahm. Gilmore wurde erwartungsgemäß zum Tod verurteilt, und da der Bundesstaat Utah einem Verurteilten die Möglichkeit zwischen den Hinrichtungsarten Hängen und Erschießung anbot, entschied sich Gilmore für das Erschießen. In Anlehnung der Blutsühne der Mormonen im Bundesstaat Utah soll das Blut beim Tod den Boden berühren. Da seine beiden Opfer sowie seine Mutter Bessie Mormonen waren, entschied sich Gilmore für die mormonische Doktrin des Erschießens, da dies seines Erachtens ein Tod „with grace and dignity“ sei‚ ein „Tod mit Anmut und Würde“.
Nach dreimaliger Verschiebung endete am 17. Januar 1977 um 8:08 Uhr mit Vollzug des Urteils das inoffizielle Moratorium der Todesstrafe in den USA. Das Moratorium war seit 1967 in Kraft und 1972 von einem Urteil des Supreme Court noch gestärkt, 1976 aber bereits wieder außer Kraft gesetzt worden.
Als Henkersmahlzeit wählte Gilmore ein Steak mit Kartoffeln, Milch und Kaffee.
Gilmores letzte Worte vor der Hinrichtung waren: „Let’s do it“ („Lasst es uns tun“ bzw. „Legen wir los“).
Die Todesstrafe wurde am 17. Januar 1977 im Utah State Prison vollstreckt. Die Leiche Gary Gilmores wurde verbrannt, seine Asche wurde per Flugzeug über der Ortschaft Spanish Fork verstreut, wo er zuletzt die Zeit mit seiner großen Liebe Nicole Baker Barrett verbracht hatte.

## Trivia
Die Tatsache, dass er die Hornhäute seiner Augen zu Transplantationszwecken spendete, inspirierte T. V. Smith zu dem Lied Gary Gilmore’s Eyes, das er für die Punkband The Adverts schrieb.
Die britische Industrialband Throbbing Gristle produzierte gemeinsam mit dem amerikanischen Künstler Monte Cazazza eine „Gary-Gilmore-Gedächtnis-Postkarte“, auf der die Hinrichtung nachgestellt wurde. Die Abbildung, die sich als T-Shirt über 6000 Mal verkaufte, wirkte so überzeugend, dass sie von der „Hong Kong Daily News“ als echt angesehen und gedruckt wurde.
Der amerikanische Schriftsteller Norman Mailer verarbeitet die Geschichte von Gilmore im 1979 erschienenen und in den Vereinigten Staaten kontrovers diskutierten Buch The Executioner’s Song. Mailer stellt die Behauptung auf, dass Gary Gilmores Großvater der Entfesselungs- und Zauberkünstler Harry Houdini gewesen sei. Dies verarbeitete der US-amerikanische Künstler Matthew Barney in seinem aus fünf Teilen bestehenden Cremaster Cycle, in dem Norman Mailer die Rolle von Houdini spielt und Matthew Barney die Rolle von Gilmore übernimmt.
Gilmores letzte Worte „Let's do it“ inspirierten Dan Wieden, den Mitbegründer der Werbeagentur Wieden+Kennedy, zum heute weltweit bekannten Werbespruch der Schuhmarke Nike „Just do it“.
Lawrence Schiller hat Gilmore interviewt, daraus wurde eine Dokumentation mit Originalaufnahmen und dem Titel „Dead Man Talking - Die Hinrichtung des Gary Gilmore“.

## Dokumentarfilm
- „Biography – Gary Gilmore“, 2000